# Championnats d'Autriche de cyclo-cross
Les championnats d'Autriche de cyclo-cross sont des compétitions de cyclo-cross organisées annuellement afin de décerner les titres de champion d'Autriche de cyclo-cross.
Les premiers championnats ont été disputés en 1997. Peter Presslauer (de) détient le record de victoires chez les hommes avec 11 titres. Une compétition féminine est organisée depuis 2001. Isabella Wieser (en) s'y est imposée à cinq reprises.

## Palmarès masculin

### Élites
| Année | Vainqueur               | Deuxième                | Troisième               |
| ----- | ----------------------- | ----------------------- | ----------------------- |
| 1962  | Josef Coser             | Heiner Hofmann          | Hans Praschberger       |
| 1965  | Heiner Hofmann          | Roman Hummenberger      | Walter Carbonare        |
| 1969  | Ludwig Kretz (de)       | Hermann Hollwert        | Peter Mayer             |
| 1971  | Karl Sinzinger          | Ludwig Kretz            | Rudolf Kretz            |
| 1974  | Walter Obersberger      | Franz Wiesinger         | Stadlmayer              |
| 1975  | Walter Obersberger      | Helmut Roltner          | Ed Hauser               |
| 1976  | Walter Obersberger      |                         | Reinhardt Waltensberger |
| 1978  | Walter Obersberger      | Reinhardt Waltensberger | Christian Glaner        |
| 1979  | Reinhardt Waltensberger | Christian Glaner        | Hermann Mandler         |
| 1980  | Reinhardt Waltensberger | Peter Höllbacher        | Hermann Mandler         |
| 1981  | Reinhardt Waltensberger | Hermann Mandler         | Peter Höllbacher        |
| 1982  | Reinhardt Waltensberger | Hermann Mandler         | Wolfgang Winter         |
| 1983  | Reinhardt Waltensberger | Hermann Mandler         | Christian Glaner        |
| 1984  | Hermann Mandler         | Reinhard Waltensberger  | Erich Jagsch (en)       |
| 1985  | Hermann Mandler         | Reinhardt Waltensberger | Albert Hainz (en)       |
| 1986  | Reinhardt Waltensberger | Albert Hainz            | Robert Hutter           |
| 1987  | Albert Hainz            | Christian Deinhammer    | Robert Hutter           |
| 1988  | Albert Hainz            | Gerhard Zauner          | Christian Deinhammer    |
| 1989  | Albert Hainz            | Martin Aichholzer       | Gerhard Zauner          |
| 1990  | Hermann Mandler         | Gerhard Zauner          | Martin Aichholzer       |
| 1991  | Gerhard Zauner          | Martin Aichholzer       | Gerhard Streit          |
| 1992  | Dietmar Stari           | Gerhard Streit          | Gerhard Zauner          |
| 1993  | Dietmar Stari           | Gerhard Streit          | Matthias Buxhofer       |
| 1994  | Dietmar Stari           |                         |                         |
| 1995  | Dietmar Stari           | Matthias Buxhofer       | Thomas Mühlbacher       |
| 1996  | Dietmar Stari           | Matthias Buxhofer       | Thomas Mühlbacher       |
| 1997  | Thomas Mühlbacher       | Dietmar Stari           | Matthias Buxhofer       |
| 1998  | Dietmar Stari           | Martin Kraler           | Christian Mittmasser    |
| 1999  | Johannes Müller         | Dietmar Stari           | Peter Presslauer        |
| 2000  | Gerrit Glomser          | Dietmar Stari           | Erwin Hammerschmid      |
| 2001  | Peter Presslauer        | Harald Starzengruber    | Stefan Nesenson         |
| 2002  | Peter Presslauer        | Stefan Nesenson         | Jochen Summer (de)      |
| 2003  | Peter Presslauer        | Gerrit Glomser          | Jochen Summer           |
| 2004  | Peter Presslauer        | Harald Starzengruber    | Martin Haemmerle        |
| 2005  | Peter Presslauer        | Gerald Hauer            | Martin Haemmerle        |
| 2006  | Peter Presslauer        | Harald Starzengruber    | Gerrit Glomser          |
| 2007  | Peter Presslauer        | Roland Moerx            | Gerald Hauer            |
| 2008  | Peter Presslauer        | Hannes Metzler (de)     | Gerrit Glomser          |
| 2009  | Peter Presslauer        | Hannes Metzler          | Harald Starzengruber    |
| 2010  | Peter Presslauer        | Roland Moerx            | Thomas Mair             |
| 2011  | Peter Presslauer        | Alexander Gehbauer      | Roland Moerx            |
| 2012  | Daniel Geismayr         | Alexander Gehbauer      | Karl Heinz Gollinger    |
| 2013  | Daniel Geismayr         | Uwe Hochenwarter        | Johann Fuchs            |
| 2014  | Daniel Geismayr         | Uwe Hochenwarter        | Daniel Federspiel       |
| 2015  | Alexander Gehbauer      | Daniel Geismayr         | Karl Heinz Gollinger    |
| 2016  | Alexander Gehbauer      | Thomas Mair             | Karl Heinz Gollinger    |
| 2017  | Gregor Raggl            | Daniel Federspiel       | Felix Ritzinger         |
| 2018  | Gregor Raggl            | Daniel Federspiel       | Felix Ritzinger         |
| 2019  | Gregor Raggl            | Felix Ritzinger         | Andreas Hofer           |
| 2020  | Daniel Federspiel       | Philipp Heigl           | Fabian Costa            |
| 2021  | Daniel Federspiel       | Gregor Raggl            | Moran Vermeulen         |
| 2022  | Daniel Federspiel       | Moran Vermeulen         | Philipp Heigl           |
| 2023  | Daniel Federspiel       | Philipp Heigl           | Jakob Reiter            |
| 2024  | Gregor Raggl            | Lukas Hatz              | Dominik Hödlmoser       |
| 2025  | Lukas Hatz              | Dominik Hödlmoser       | Adrian Stieger          |

### Moins de 23 ans
| Année | Vainqueur            | Deuxième            | Troisième           |
| ----- | -------------------- | ------------------- | ------------------- |
| 2000  | Peter Presslauer     | Stefan Müller       | Florian Mak         |
| 2001  | Harald Starzengruber | Daniel Hufnagel     | Stefan Müller       |
| 2002  | Daniel Hufnagel      | Andreas Deinhammer  | Christian Schebath  |
| 2003  | Harald Starzengruber | Daniel Hufnagel     | Gerald Burgsteiner  |
| 2005  | Martin Hämmerle      | Maximilian Renko    | Florian Presslauer  |
| 2006  | Maximilian Renko     | Daniel Federspiel   | Jakob Nimpf         |
| 2007  | Daniel Federspiel    | Patrick Schörkmayer | Matthias Rupp       |
| 2015  | Christoph Mick       | Philipp Heigl (en)  | Moritz Zoister      |
| 2016  | Felix Ritzinger      | Marvin Hammerschmid | Dominik Hager       |
| 2017  | Felix Ritzinger      | Tobias Peterstorfer | Marvin Hammerschmid |
| 2019  | Michael Holland      | Caspar Conradi      | Jakob Reiter        |
| 2022  | Lukas Hatz           | Jakob Reiter        | Dominik Gaßner      |

### Juniors
| Année | Vainqueur            | Deuxième              | Troisième            |
| ----- | -------------------- | --------------------- | -------------------- |
| 1995  | Valentin Zeller      | Stefan Nesensohn      | Philipp Seidl        |
| 1996  | Patrick Kofler       | Thomas Mauerhofer     | Stefan Essl          |
| 1997  | Roland Wilfing       | Patrick Kofler        | Helmut Hochhauser    |
| 1998  | Harald Starzengruber | René Planchet         | Stefan Müller        |
| 1999  | Harald Starzengruber | Michael Pichler (de)  | Daniel Hufnagel      |
| 2000  | Daniel Hufnagel      | Michael Pichler (de)  | Thomas Schrittwieser |
| 2001  | Martin Hämmerle      | Andreas Deinhammer    | Christian Schebath   |
| 2002  | Klaus Leeb           | Michael Schobesberger | Michael Tazreiter    |
| 2003  | Andreas Kreil        | Uwe Burgsteiner       | Klaus Leeb           |
| 2004  | Robert Gehbauer      | Michael Moritsch      | Heimo Flechl         |
| 2005  | Robert Gehbauer      | Daniel Federspiel     | Michael Kocner       |
| 2006  | Jürgen Holzinger     | Matthias Krizek       | Michael Singer       |
| 2007  | Florian Sattlecker   | Jürgen Holzinger      | Matthias Hoi         |
| 2008  | Florian Sattlecker   | Alexander Gehbauer    | Patrick Ladner       |
| 2009  | Lukas Pöstlberger    | Michael Millerferli   | Bernd Sonderegger    |
| 2010  | Gregor Raggl (de)    | Michael Mitterferli   | Philipp Heigl (en)   |
| 2011  | Lukas Zeller         | Richard Sackl         | Christoph Mick       |
| 2012  | Florian Gruber       | Lukas Zeller          | Gregor Mühlberger    |
| 2013  | Florian Gruber       | Felix Ritzinger       | Markus Kopfauf       |
| 2014  | Moritz Zoister       | Daniel Schemmel       | Moritz Bscherer      |
| 2015  | Daniel Schemmel      | Maximillian Ribarich  | Tobias Peterstorfer  |
| 2016  | Tobias Peterstorfer  | Patrick Hametner      | Tobias Bayer         |
| 2017  | Tobias Bayer         | Daniel Eichmair       | Daniel Köck          |
| 2019  | Stefan Kovar         | Lukas Hatz            | Maximilian Kabas     |
| 2020  | Lukas Hatz           | Stefan Kovar          | Adrian Stieger       |
| 2021  | Jakob Purtscheller   | Adrian Stieger        | Moritz Hörandtner    |
| 2022  | Moritz Doppelbauer   | Alexander Hammerle    | Christoph Holzer     |
| 2023  | Dominik Hödlmoser    | Christoph Holzer      | Moritz Hörandtner    |
| 2024  | Valentin Hofer       | Ayden Jordan          | Lucas Kraus          |
| 2025  | Valentin Hofer       | Michael Hettegger     | Lucas Kraus          |

## Palmarès féminin
| Année | Vainqueur         | Deuxième             | Troisième            |
| ----- | ----------------- | -------------------- | -------------------- |
| 2001  | Isabella Wieser   |                      |                      |
| 2002  | Petra Schörkmayer | Isabella Wieser (en) | Bärbel Jungmeier     |
| 2003  | Isabella Wieser   | Petra Schörkmayer    | Petra Pilz           |
| 2004  | Isabella Wieser   | Brigitte Krebs       | Karin Wieser         |
| 2005  | Isabella Wieser   | Karin Wieser         | Brigitte Krebs       |
| 2006  | Isabella Wieser   | Stephanie Wiedner    | Karin Wieser         |
| 2007  | Stephanie Wiedner | Monica Schach        | Elke Riedl           |
| 2008  | Elke Riedl        | Stephanie Wiedner    | Ruth Hagen           |
| 2009  | Elke Riedl        | Stephanie Wiedner    | Ruth Hagen           |
| 2010  | Elke Riedl        | Silke Schrattenecker | Petra Zehetner       |
| 2011  | Elke Riedl        | Silke Schrattenecker | Stephanie Wiedner    |
| 2012  | Jacqueline Hahn   | Nadja Heigl          | Viktoria Zeller      |
| 2013  | Nadja Heigl       | Lisa Mitterbauer     | Viktoria Zeller      |
| 2014  | Nadja Heigl       | Silke Schrattenecker | Viktoria Zeller      |
| 2015  | Nadja Heigl       | Silke Schrattenecker | Viktoria Zeller      |
| 2016  | Nadja Heigl       | Lisa Pasteiner       | Birgit Braumann      |
| 2017  | Nadja Heigl       | Lisa Pasteiner       | Silke Mair           |
| 2018  | Nadja Heigl       | Silke Mair           | Lisa Pasteiner       |
| 2019  | Nadja Heigl       | Lisa Pasteiner       | Cornelia Holland     |
| 2020  | Lisa Pasteiner    | Nadja Heigl          | Cornelia Holland     |
| 2021  | Nadja Heigl       | Cornelia Holland     | Fiona Klien          |
| 2022  | Nadja Heigl       | Nora Fischer         | Fiona Klien          |
| 2023  | Nadja Heigl       | Silke Schrattenecker | Clara Sommer         |
| 2024  | Nadja Heigl       | Nora Fischer         | Silke Schrattenecker |
| 2025  | Nadja Heigl       | Nora Fischer         | Cornelia Holland     |

## Sources
- Palmarès masculin sur memoire-du-cyclisme.eu
- Palmarès masculin sur cyclebase.nl
- Palmarès féminin sur cyclebase.nl